# Milíkov, Frýdek-Místek
Milíkov là một làng thuộc huyện Frýdek-Místek, vùng Moravskoslezský, Cộng hòa Séc.